# Норт-Бротер
Норт-Бротер (англ. North Brother Island, досл.: «Северный Брат») — маленький необитаемый остров в проливе Ист-Ривер, относящийся к городу Нью-Йорк. Расстояние до материка — 350 метров.

## Описание
Остров округлой формы, в поперечнике не превышает 400 метров. В 250 метрах к югу находится остров Саут-Бротер (South Brother Island, досл.: «Южный Брат»), также необитаемый, ещё меньшего размера.

## История

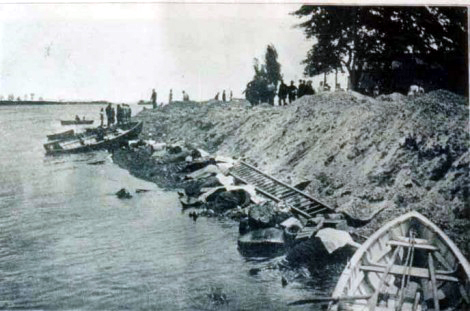
Жертвы кораблекрушения «Генерала Слокама» у берегов острова

С 1614 года этот остров и его «южный брат» принадлежали Голландской Вест-Индской компании и были известны под названием De Gesellen (рус. компаньоны). Остров был необитаем до 1885 года, когда туда с острова Блэкуэлс (англ. Blackwell's Island) (ныне — остров Рузвельт) перенесли больницу Riverside Hospital, специализировавшуюся на лечении оспы и изоляции больных от окружающего мира. В конце 1930-х госпиталь был закрыт; самой известной его пациенткой была легендарная Тифозная Мэри, которая провела здесь в общей сложности более 20 лет и скончалась тут же в 1938 году.
15 июня 1904 у берегов острова потерпел крушение пароход «Генерал Слокам», в результате кораблекрушения погибло более тысячи человек (на илл.).
После окончания Второй мировой войны здесь жили ветераны боевых действий, но когда проблема с нехваткой жилья была решена, остров вновь стал пустеть.
В 1950-х здесь открыли клинику для реабилитации наркоманов, однако она стала пользоваться дурной славой: многие пациенты утверждали, что их здесь держат против их воли, вскрылись случаи коррупции среди персонала, был высок процент вновь начавших употреблять наркотики после лечения, поэтому заведение закрыли уже в 1963 году.
С 1869 по 1953 год на острове функционировал маяк North Brother Island Light.
По состоянию на 2011 год остров необитаем и закрыт для посещения гражданами, многие корпуса бывшей больницы ещё стоя́т, но сильно разрушены временем. Остров порос густым лесом, в котором в больших количествах селятся кваквы.

## В культуре
- Действие 8-го эпизода 3-го сезона сериала «Помнить всё», вышедшего в 2014 году, разворачивается на Норт-Бротере.
- «North Brother Island» — фортепианная пьеса немецкого композитора Хаушка с альбома «A NDO C Y»[5]